# Wulna
Wulna är ett australiskt språk som talades av 1 person år 1981. Wulna talas i Norra territoriet. Wulna tillhör den limilnganska språkfamiljen tillsammans med limilngan. Numera räknas språket som utdött..